# Sergej Ursuljak
Sergej Ursuljak (Petropavlovsk-Kamčatskij, 10 giugno 1958) è un regista russo.

## Filmografia parziale

### Regista
- Letnie ljudi (1995)
- Sočinenie ko Dnju Pobedy (1998)
- Dolgoe proščanie (2004)